# Netolice (stacja kolejowa)
Netolice – stacja kolejowa w miejscowości Netolice, w kraju południowoczeskim, w Czechach. Znajduje się na wysokości 425 m n.p.m..  
Na stacji nie ma możliwości zakupu biletów, a obsługa podróżnych odbywa się w pociągu.

## Linie kolejowe
- 193 Dívčice - Netolice